# Cirripectes castaneus
Cirripectes castaneus és una espècie de peix de la família dels blènnids i de l'ordre dels perciformes.

## Morfologia
- Els mascles poden assolir 12,5 cm de longitud total.[2][3]

## Reproducció
És ovípar.

## Hàbitat
És un peix marí de clima tropical i associat als esculls de corall que viu entre 0-32 m de fondària.

## Distribució geogràfica
Es troba des del Mar Roig fins a Tonga, el sud del Japó i Micronèsia (Palau, Ifaluk i Kapingamarangi).